# Edhem Pașa

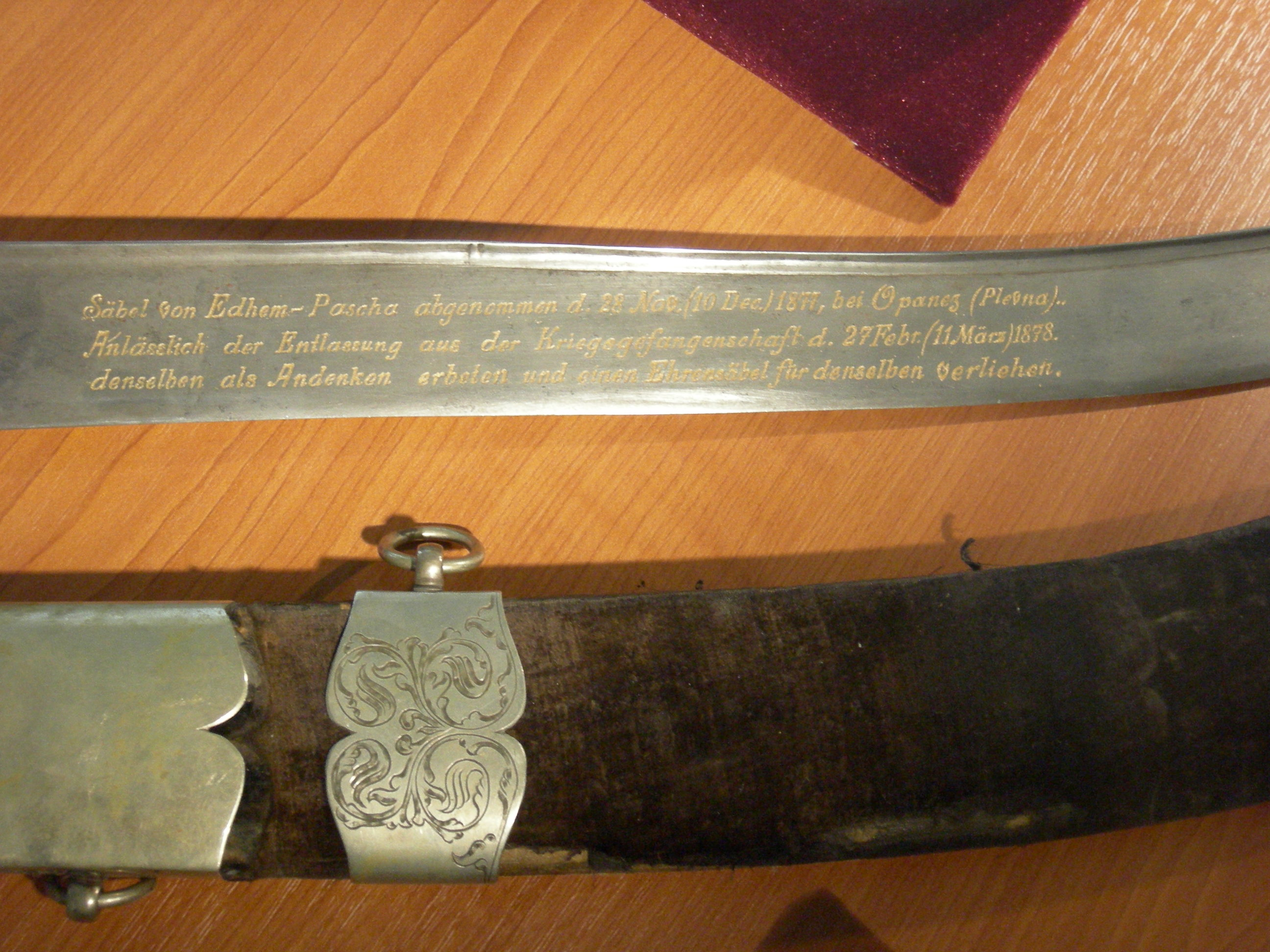
Sabia predată de Edhem Pasha după înfrângerea de Imperiul Rus la Asediul Plevnei în 1877.

Edhem Pașa (1851–1909) a fost un feldmareșal otoman și o figură principală în propagarea doctrinei militare otomane.

## Viața și cariera
Edhem s-a născut în Trabzon în Turcia de astăzi. El a fost deputatul lui Gazi Osman Pașa în timpul asediului Plevnei în 1877. El a fost comandantul principal al armatei otomane care a învins armata greacă pe frontul Thessaliei în timpul războiului greco-turc (1897), care se va sfârși într-o hotărâtoare victorie turcă. Edhem Pasha a avut un succes deosebit în bătălia de la Domokos pe front. El a capturat Larissa și Trikala, dar alte state europene au intervenit în favoarea Greciei din cauza pericolului că turcii ar putea capta din nou restul Moreei. Ca rezultat, războiul greco-turc a dus la un impas strategic, în ciuda victoriei militare turcești pe teren. Edhem Pasha a murit la Constantinopol (Istanbulul modern) în 1909.